# Cholet-Pays de Loire 1998
La Cholet-Pays de Loire 1998, ventunesima edizione della corsa e valida come evento del circuito UCI categoria 1.2, fu disputata il 22 marzo 1998 su un percorso di 202 km. Fu vinta dall'estone Jaan Kirsipuu che giunse al traguardo con il tempo di 5h09'20" alla media di 39,181 km/h.
Al traguardo 74 ciclisti portarono a termine il percorso.

## Ordine d'arrivo (Top 10)
| Pos. | Corridore           | Squadra              | Tempo    |
| ---- | ------------------- | -------------------- | -------- |
| 1    | Jaan Kirsipuu       | Casino               | 5h09'20" |
| 2    | Pascal Lino         | BigMat               | a 4"     |
| 3    | Mario Manzoni       | Mobilvetta-Northwave | a 1'04"  |
| 4    | Fabio Sacchi        | Polti                | s.t.     |
| 5    | Juris Silovs        | Home-J. & J.         | s.t.     |
| 6    | Pascal Hervé        | Festina              | s.t.     |
| 7    | Wim Feys            | Lotto                | a 1'07"  |
| 8    | Aleksandr Vinokurov | Casino               | a 1'47"  |
| 9    | Scott Sunderland    | Palmans              | s.t.     |
| 10   | Rik Verbrugghe      | Lotto                | s.t.     |